# 이베리아 정상회담
이베리아 정상회담(스페인어: Cumbre Ibérica, 포르투갈어: Cimeiras Ibéricas)은 스페인의 국왕과 포르투갈의 대통령이 만나 하는 정상회담이다. 보통 매년 11월에 스페인과 포르투갈의 각 도시를 번갈아 가면서 개최된다.

## 정상 회담
- 2001년 -  포르투갈, 리스본
- 2002년 -  스페인, 발렌시아
- 2003년 -  포르투갈, 피게이라다포스
- 2004년 -  스페인, 산티아고데콤포스텔라
- 2005년 -  포르투갈, 에보라
- 2006년 -  스페인, 바다호스
- 2008년 -  포르투갈, 브라가
- 2009년 -  스페인, 사모라
- 2012년 -  포르투갈, 포르투